# HATS-32
HATS-32 — одиночная звезда в созвездии Водолея на расстоянии приблизительно 2483 световых лет (около 761 парсек) от Солнца. Видимая звёздная величина звезды — +14,384m. Возраст звезды оценивается как около 3,5 млрд лет.
Вокруг звезды обращается, как минимум, одна планета.

## Характеристики
HATS-32 — жёлтый карлик спектрального класса G3V. Масса — около 1,099 солнечной, радиус — около 1,09 солнечного, светимость — около 0,916 солнечной. Эффективная температура — около 5530 К.

## Планетная система
В 2016 году командой астрономов, работающих в рамках обзора HATSouth, было объявлено об открытии планеты HATS-32 b.